# グレイト・ホワイト
グレイト・ホワイト（Great White）は、アメリカ合衆国のハードロックバンド。
LAメタルムーヴメントの中から頭角を現し、1980年代後半から1990年代初めにかけてヒット作を連発した。1990年代半ば以降はヒットに恵まれなかったものの、アルバムをリリースし続けた。2003年、ヴォーカリストのソロユニットがツアー先のナイトクラブで演奏中に火災が発生、バンドのギタリストを含む100名の死者を出す事故に遭遇。以来しばらくブランクが続いたが、2007年にニューアルバムを発表してシーンに復帰した。

## 略歴
1978年にジャック・ラッセル（ヴォーカル）とマーク・ケンドール（ギター）が中心となりロサンゼルスで結成されたダンテ・フォックスが前身。1982年にグレイト・ホワイトへと改名し1983年自主製作のミニLPでレコードデビュー。バンド名はグレイト・ホワイト・シャーク（ホホジロザメ）に由来し、ジャケットに鮫があしらわれた作品も多い。翌1984年最初のフルアルバム発表後、セールス不振のためレコード会社に契約を打ち切られるという多難なスタートであったが、1986年に発表した2作目のアルバム『ショット・イン・ザ・ダーク』が成功して復活。以降、LAメタルとは一線を画すブルースに根差したハードロックバンドへと転身を図った。1987年、ブルージーで骨太なハードロック路線を打ち出したフルアルバム3作目『ワンス・ビトゥン』が全米23位を記録するヒットとなり、バンドの人気を決定付けた。続く1989年発表のアルバム『...トゥワイス・シャイ』、1991年発表の『フックト』もそれぞれ全米9位、18位とヒットを記録。これらのアルバムから『ロック・ミー』『ワンス・ビトゥン・トゥワイス・シャイ』（イアン・ハンターのカヴァー曲）を始めとしてシングルヒットもいくつか生まれた。1990年にはグラミー賞候補にノミネートされている。
1990年代中盤以降はセールスには恵まれなかったが、時代と距離を置きつつコンスタントな活動を続けていた。ジャックのロバート・プラントに似た声質を活かしたレッド・ツェッペリンのカヴァーを収めたライヴアルバムや、ナイト・レンジャーのジャック・ブレイズをプロデューサーに迎えたアルバムも制作している。
2000年、ジャックを除くメンバーが脱退、実質的にオリジナルのグレイト・ホワイトとしては解散、創作活動休止の状態となる。実際にはマークは時折バンドに加わって演奏していたものの、ジャックは自らの名を冠したソロプロジェクト「ジャック・ラッセルズ・グレイト・ホワイト」として活動を続けていた。しかしその最中の2003年2月20日、ツアー先のロードアイランド州ウェストウォリックのナイトクラブ「ザ・ステーション」で、演出に使用した花火がカーテンに引火し火災が発生。同プロジェクトのギタリストを含む100名が死亡する惨事となった。
事故後、しばらく鳴りを潜めていたグレイト・ホワイトだが、事件が決着をみた2006年に1999年当時のメンバーで再結成。2007年、8年振りのオリジナルアルバム『バック・トゥ・ザ・リズム』を発表。2009年にはアルバム『ライジング』を発表して完全復活を果たし、ライヴ活動を続けていた。しかし2009年、ジャック・ラッセルは怪我の手術と療養のため脱退。この間バンドは故ジェイニー・レインやポール・ショーティノをヴォーカルに立ててツアーを続行。ジャックは回復後再び別バンドのジャック・ラッセルズ・グレイト・ホワイトを結成した。残ったグレイト・ホワイト本体は元XYZのテリー・イルスを後任ヴォーカリストに迎えて、デビュー30年目の2012年、新ラインナップによるアルバム『イレイション』を発表している。2018年、ヴォーカリストがミッチ・マロイに交代。
2024年8月15日、初代シンガーのジャック・ラッセルが死去。

## メンバー

### 現在のメンバー
- ミッチ・マロイ Mitch Malloy（リードヴォーカル）：1964年、ノース・ダコタ州生れ
- マーク・ケンドール Mark Kendall（リードギター）：1957年、カリフォルニア州生れ
- マイケル・ローディ Michael Lardie（ギター、キーボード）：1958年、アンカレッジ生れ・サクラメント育ち
- オーディ・デスブロウ Audie Desbrow（ドラムス）：1957年、ロサンゼルス生れ
- スコット・スナイダー Scott Snyder（ベース）：シカゴ生れ、2008年から参加

### 過去のメンバー
- ジャック・ラッセル Jack Russell（リードヴォーカル）：1960年、カリフォルニア州生れ 2024年死去
- テリー・イルス Terry Ilous（リードヴォーカル）
- ローン・ブラック（ベース）
- ゲイリー・ホーランド（ドラムス）
- トニー・モンタナ（ベース）：現ジャック・ラッセルズ・グレイト・ホワイト（ギター）
- J・トッド・ヘンソン（ギター）
- ショーン・マクナブ Sean McNabb（ベース）：1965年、インディアナ州生れ。現ドッケン
- タイ・ロングリー（英語版）（ギター）：ジャック・ラッセルズ・グレイト・ホワイトに参加、2003年の惨事で犠牲となる

## ディスコグラフィー

### オリジナルアルバム
- 1983年 Out Of The Night（自主製作ミニアルバム）
- 1984年 Great White（全米144位）
- 1986年 Shot In The Dark（全米123位）
- 1987年 Once Bitten（全米23位）
- 1989年 ...Twice Shy（全米9位）
- 1991年 Hooked（全米18位）
- 1992年 Psycho City（全米107位）
- 1994年 Sail Away（全米168位）
- 1996年 Let It Rock
- 1999年 Can't Get There From Here（全米192位）
- 2007年 Back To The Rhythm
- 2009年 Rising
- 2012年 Elation
- 2017年 Full Circle
- 2020年 Recover ※カバーアルバム

### ベスト盤
- 1993年 The Best Of Great White: 1986 - 1992
- 1998年 The Best Of Great White（日本編集）
- 2000年 The Best Of Great White
- 2006年 Rock Me: The Best Of Great White

### ライブ盤等
- 1988年 Recovery: Live!
- 1990年 Live In London
- 1996年 Stage
- 1999年 Great Zeppelin: A Tribute To Led Zeppelin
- 2002年 Thank You...Goodnight!
- 2004年 Extended Versions
- 2006年 Once Bitten, Twice Live

### シングル
- 1984年
  - Stick It
- 1987年
  - Face The Day
  - Rock Me（全米60位）
  - Save Your Love（全米57位）
  - Lady Red Light
- 1989年
  - Mista Bone
  - Once Bitten, Twice Shy（イアン・ハンターのカヴァー曲、全米5位）
  - The Angel Song（全米30位）
- 1990年
  - House Of Broken Love（全米83位）
- 1991年
  - Call It Rock & Roll（全米53位）
  - Desert Moon
- 1992年
  - Big Goodbye
  - Old Rose Motel
- 1994年
  - Sail Away
- 1999年
  - Rollin' Stoned